# Kim Ye-won (actriz nacida en 1987)
Kim Ye-won (nacida Kim Shin-ah; Seongnam, Gyeonggi, 11 de diciembre de 1987) es una actriz y cantante surcoreana.

## Carrera
Desde julio de 2018 es miembro de la agencia "Artist Company". En el 2015 se unió a la agencia "JYP Entertainment", donde formó parte hasta mayo del 2018.
En septiembre del mismo año se unirá al elenco recurrente de la serie Heart Surgeons (también conocida como "Thoracic Surgery") donde dio vida a la médico Ahn Ji-na, una cirujana torácica.
En enero de 2019 se anunció que se había unido al elenco principal de la segunda temporada de la serie Welcome to Waikiki, donde dará vida a Cha Yoo-ri, la hermana mayor de Cha Woo-shik (Kim Seon-ho), una mujer que sueña con ser chef, que está por encima de la cadena alimenticia en Waikiki y que utiliza a Joon-gi, Woo-shik y Ki-bong a su antojo.
En abril de 2020 junto a las actrices Kim So-hyun y Kang So-ra, prestó su voz para la nueva característica de Samsung: "Samsung Bixby Celeb Voice", donde las personas pueden cambiar el tono de voz de Bixby por el de su celebridad favorita.

## Filmografía

### Series de televisión

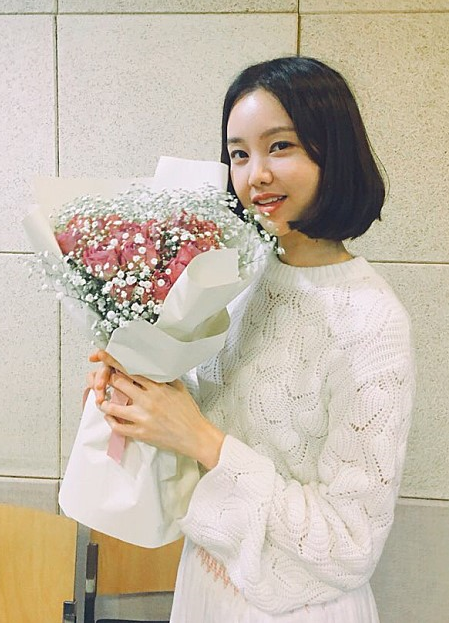
Kim Ye-won.

| Año     | Título                                    | Personaje                            | Canal        | Ref.          |
| ------- | ----------------------------------------- | ------------------------------------ | ------------ | ------------- |
| 2009    | Hometown of Legends "Kiss of the Vampire" | Cho-ah                               | KBS2         |               |
| 2010    | Chosun Police Season 3                    | Jin Geum-hong (invitada, episodio 1) | MBC Dramanet |               |
| 2011    | Romance Town                              | Thu Zar Lin                          | KBS2         |               |
| 2011    | Flower Boy Ramen Shop                     | Kang Dong-joo                        | tvN          | [ 12 ]        |
| 2012    | Operation Proposal                        | Yoo Chae-ri                          | TV Chosun    | [ 13 ]        |
| 2012    | I Need Romance                            | Kang Na-hyun                         | tvN          |               |
| 2012    | The Innocent Man                          | Kim Yoo-ra                           | KBS2         | [ 14 ]        |
| 2012    | ' "Art"                                   | escritora Oh                         | KBS2         | [ 15 ]        |
| 2012    | "My Wife's First Love"                    | Natalie                              | KBS2         |               |
| 2013    | Pots of Gold                              | Kwak Min-jung                        | MBC          |               |
| 2013    | Who Are You?                              | Jang Hee-bin                         | tvN          | [ 16 ]        |
| 2013    | Bel Ami                                   | Hada Eléctrica                       | KBS2         |               |
| 2014    | Into the Flames                           | Kumiko                               | TV Chosun    | [ 17 ]        |
| 2014    | Only Love                                 | Hong Mi-rae                          | SBS          | [ 18 ]        |
| 2016    | Don't Dare to Dream                       | Na Joo-hee                           | SBS          | [ 19 ]        |
| 2017    | Tomorrow, With You                        | Lee Gun-sok                          | tvN          | [ 20 ]        |
| 2017    | Suspicious Partner                        | Na Ji-Hae                            | SBS          |               |
| 2017    | Amor revolucionario                       | Ha Yeon-hee                          | tvN          | [ 21 ] [ 22 ] |
| 2017    | Assistant Manager Park's Private Life     | Choi Bo-min                          | tvN          |               |
| 2018    | Rich Man, Poor Woman                      | Min Tae-a                            | MBN/Dramax   | [ 23 ]        |
| 2018    | Heart Surgeons                            | Dr. Ahn Ji-na                        | SBS          |               |
| 2019    | Welcome to Waikiki 2                      | Cha Yoo-ri                           | JTBC         |               |
| 2020-21 | If You Cheat, You Die                     | Ahn Se-jin                           | KBS2         |               |
| 2021    | You Are My Spring                         | Park Eun-ha                          | KBS2         |               |
| 2023    | Llámalo amor                              | Shim Hye-seong                       | Disney+      | [ 24 ]        |
| 2024    | Love Your Enemy                           | Cha Ji-hye                           | tvN          | [ 25 ] [ 26 ] |

### Películas
| Año  | Título                     | Personaje                                   | Notas                                   |
| ---- | -------------------------- | ------------------------------------------- | --------------------------------------- |
| 2008 | A Tale of Legendary Libido | Dal-gaeng                                   |                                         |
| 2011 | Sunny                      | Líder de la banda rival "Girls' Generation" |                                         |
| 2012 | Horror Stories             | Enfermera                                   | segmento: "Ambulance on the Death Zone" |
| 2013 | Horror Stories 2           | Novia de Go Byeong-shin                     | segmento: "The Escape" - (Cameo)        |
| 2015 | Take Off 2                 | Ga-yeon                                     |                                         |
| 2018 | Door Lock                  | Oh Hyo-joo                                  |                                         |
| 2021 | Chiak Mountain             | -                                           |                                         |
| 2023 | Identidad desbloqueada     | Jeong Eun-joo                               | [ 28 ]                                  |

### Programas de variedades
| Año  | Programa    | Notas                 |
| ---- | ----------- | --------------------- |
| 2019 | Running Man | (ep. #466) - invitada |

### Aparición en vídeos musicales
| Año  | Canción                    | Artista      |
| ---- | -------------------------- | ------------ |
| 2009 | "Women Are Just Like That" | Kim Dong-hee |

### Radio
| Año             | Programa                               | Notas |
| --------------- | -------------------------------------- | ----- |
| 2018 - presente | Heart-Fluttering Night with Kim Ye Won | DJ    |

### Musicales (teatro)
| Año       | Título               | Personaje        |
| --------- | -------------------- | ---------------- |
| 2010      | Like Rain Like Music | Jung-hwa/Sang-mi |
| 2013-2014 | December             | Yi-yeon/Hwa-yi   |
| 2014      | Goong: Musical       | Shin Chae-kyeong |
| 2014      | All Shook Up         | Natalie Haller   |
| 2016      | "Jack the Ripper"    | Gloria           |

## Discografía
| Año  | Canción                       | Notas                                                  |
| ---- | ----------------------------- | ------------------------------------------------------ |
| 2008 | "Bird"                        | The Accidental Gangster and the Mistaken Courtesan OST |
| 2010 | "Dahlia of Sadness"           | Like Rain Like Music                                   |
| 2010 | "Though You're a Nice Person" | Master of Study OST                                    |
| 2011 | "That Coalition"              | New Tales of Gisaeng ost                               |
| 2011 | "What a Fool"                 | Manny                                                  |
| 2011 | "I Swear"                     | Operation Proposal OST                                 |